# Caracas Fútbol Club
El Caracas Fútbol Club, también conocido simplemente como Caracas, es un club de fútbol profesional venezolano con sede en Caracas, Venezuela. Actualmente juega en la Primera División de Venezuela y disputa sus partidos como local en el Estadio Olímpico de la Universidad Central de Venezuela.
Fue fundado el 12 de diciembre de 1967, por iniciativa de Ángel Román, José León Beracasas, los hermanos Abad Obregón y Diógenes Álvarez, con la idea de tener un club de fútbol que representará a la ciudad. Pero no sería sino hasta el año 1984 que participa en un torneo profesional, jugando la segunda división bajo el nombre de Caracas-Yamaha FC, consiguiendo ese mismo año el ascenso y pasando a denominarse Caracas Fútbol Club en el año 1989 con la fusión de Caracas Yamaha FC y Caracas FC Amateur. El color que identifica al club es el rojo.
La etapa amateur va desde 1967 hasta 1984, año en que inicia la etapa profesional hasta la actualidad, cuando comienza su ascenso hacia la primera categoría, Caracas ha ganado 18 títulos oficiales: 12 campeonatos de Primera División, cinco torneos de Copa Venezuela y una Copa Bolivariana. En la era amateur (1967-1979), Caracas FC obtuvo 14 títulos, lo que lo convierte en el club con más títulos de todo el fútbol profesional venezolano.
Actualmente el equipo es administrado por la Organización Deportiva Cocodrilos desde el 4 de octubre de 1989 que también posee una filial en el baloncesto profesional de Venezuela, llamada Cocodrilos de Caracas.
Su acérrimo rival es el Deportivo Táchira, con quien disputa el denominado clásico del fútbol venezolano.

## Historia

### Fundación
El equipo fue fundado originalmente el 12 de diciembre de 1967 por iniciativa de un grupo de fanáticos encabezados por José León Beracasa, Luis Ignacio Sanglade, Ángel Román, Diógenes Álvarez, Luis Abad Obregón y José Abad Obregón, reunidos en la "Quinta Rebeca" ubicada en la urbanización San Román de la ciudad de Caracas. Se creó el club ante el hecho de que no existía un equipo de fútbol en la capital con el nombre de Caracas, ya que en aquella época la mayoría de los equipos capitalinos existentes tenían nombres representativos de las colonias europeas que llegaron a Venezuela después de la Segunda Guerra Mundial, específicamente de España, Italia y Portugal. Fue así que se maduró la idea y posteriormente se registró el nombre del equipo el 27 de diciembre de 1967, el 2 de enero de 1968 se conforma la Junta Directiva de la siguiente manera: Ángel Román como Presidente, Diógenes Álvarez como Vicepresidente, Luis Abad Obregón como Secretario, José León Beracasa como Tesorero y finalmente Luis Ignacio Sanglade y José Abad Obregón como Vocales, posteriormente el registro es publicado en Gaceta Oficial el 29 de enero de 1968 (al momento de la fundación el equipo contaba con un Capital social Suscrito de Bs. 1000) y tenían su sede administrativa en la Urbanización La Florida. Dicho equipo participó en la liga de veteranos, en torneos distritales y dos breves giras internacionales (Copa Triangular de Panamá y Copa El Emigrante de España) acumulando 350 victorias, 74 empates y 62 derrotas. En este período el equipo obtuvo 14 títulos no oficiales.

### La fusión (1984)
En 1976, Andrea Ippolito, Vito Ippolito, Oswaldo Merchán, Luis Slato y Jorge Cubeddu, empresarios aficionados al motociclismo, fundan el equipo Yamaha FC, que empieza su transitar en el fútbol amateur en la Asociación de Fútbol del Estado Miranda. Debido al éxito deciden inscribir a Yamaha FC en la Liga de Fútbol Profesional de Venezuela en el año 1984, por lo que el equipo fue rebautizado con el nombre mixto de Caracas-Yamaha e ingresó oficialmente en el fútbol profesional venezolano en Segunda División. El Caracas —Yamaha se proclamó campeón en su temporada de estreno en la segunda categoría. Para entonces, los campeonatos de fútbol profesional venezolano se disputaban por el sistema de eliminatorias y liguilla. Tras clasificar invicto en la primera etapa, Caracas— Yamaha se proclamó campeón faltando dos fechas para la culminación del calendario final. Al lograr el ascenso a Primera División los directivos quisieron cambiar la denominación del equipo a "Caracas Fútbol Club", pero se percataron que dicho nombre ya se encontraba registrado y decidieron contactar a los fundadores del nombre que se registró en el año de 1967, de esta manera La Junta Directiva de "Caracas Fútbol Club" cede el nombre y los derechos legales (en comodato) a los directivos del "Caracas-Yamaha" con la condición de que se conformara una nueva junta directiva mixta, con personas de ambas organizaciones.
El salto del recién bautizado Caracas Fútbol Club a la primera división repercutió en la escuadra debutante, que con mucho esfuerzo se salvó de no descender a la segunda categoría.

### La turbulencia en Primera División (1985-1989)
Su primera temporada en la Primera División fue inestable, ya que apenas sobrevivió el descenso en 1985. Después de una segunda temporada aceptable en 1986, donde el descenso no era una gran amenaza, se cambió el nombre de Caracas FC, además pasó el año siguiente a ser propiedad compartida de la empresa Yamaha y Radio Caracas Televisión.
Bajo la dirección técnica de Manuel Plasencia y Luis Mendoza, el equipo cumplió en 1987 su mejor actuación desde su ingreso a la división de honor. En aquella campaña, el equipo estuvo luchando hasta la última fecha del octagonal su opción de participar en la Copa Libertadores de América. Le disputaban esta posibilidad el Marítimo y el Unión Atlético Táchira, y aunque en la última fecha perdió un encuentro frente al Táchira, ambos conjuntos obtuvieron la representación venezolana en el torneo continental, que posteriormente les permitió enfrentar a los abanderados chilenos Colo-Colo y Universidad Católica.
Al término de la temporada del año 1987, la Liga de Fútbol Profesional modificó el esquema del campeonato venezolano, de manera que su desarrollo coincidiera con los torneos que se escenificaban en Europa, realizados entre los meses de octubre y julio.
La temporada 1988-1989 comenzó bien para el Caracas FC y que incluso levantó la Copa Venezuela, pero las suspensiones y las lesiones en la segunda mitad de la temporada, como la del defensor Roberto Carlos, casi llevó al colapso del equipo. Así jugadores como César Renato Baena, Boby Ellie, Wilmer Segovia, Pedro Acosta y Wilton Arreaza, entre otros, pasaron a engrosar las filas de otras divisas.
Cuando se pensaba en la desaparición del Caracas FC, tras problemas económicos el equipo fue adquirido el 4 de octubre de 1989 por la Organización Deportiva Cocodrilos, iniciando la “Era Valentiner”, El precio de la cesión fue de Bs. 5.000, y se solicitó que el nombre del equipo pudiera ser utilizado por los fundadores del club para la Liga de Veteranos. En el acuerdo se presentan José León Beracasa como Presidente de la Sociedad Civil del Caracas FC, y el Dr. Guilermo Valentiner como Presidente de la Organización Deportiva Cocodrilos C. A. El 25 de abril de 1990 se finiquitó el traspaso de todos los derechos. A menos de sólo una semana de haberse oficializado la transacción, el Caracas se enfrentó en el estadio Brígido Iriarte al Deportivo Italia, al que vence un gol por cero.

### Década de consolidación (1990-1999)
Bajo la conducción de la Organización Deportiva Cocodrilos, el equipo terminó cuarto en la liga durante la temporada 1989-1990. Dos años más tarde en la temporada 1991-92, bajo el entrenador Manuel Plasencia, el combinado se alzó con su primer campeonato profesional en la temporada 1991-1992, quedando 1 punto por encima del Minerven FC, con destacadas actuaciones de Gabriel Miranda, Gerson Díaz y del goleador del torneo, Andreas Vogler (segundo campeón goleador en la historia del club) que perforó las redes en 22 oportunidades. Luego ganó las dos próximas temporadas, con el tercer título en 1993-1994 siendo Pedro Febles su entrenador; y un nuevo título en la temporada 1995-1996, nuevamente al mando de Manuel Plascencia. Este título fue ganado ceñidamente en la última fecha del hexagonal final, ya que el Caracas definió a su favor el último encuentro, un 4-1 sobre el Táchira, y tuvo que esperar que Mineros de Guayana derrotara a Minerven para alzarse con la estrella. Es también digno de mención que durante este tiempo el Caracas FC ganó la Copa de Venezuela en dos ocasiones en 1994 y 1995, aunque históricamente la competencia ha estado marcada por la inestabilidad y el anonimato.
En la temporada 1996-1997, tras perder el Torneo Apertura con la dirección técnica de los profesores Ricardo Vicente y Francisco "El Pollo" Sandoval, Caracas F.C. trae de vuelta a Manuel Plasencia y logra ganar el Torneo Clausura. Ya en la final, Caracas se enfrentó al Atlético Zulia, al cual venció 1-3 en el Estadio José Encarnación Romero y goleándolo en el Estadio Brigido Iriarte, 5-0, logrando así el tetracampeonato. "El Huracán" Rafael Castellin se convertiría en el 4.º jugador del Caracas en conseguir el título de campeón goleador, al haber marcado 20 goles.

### El periodo de "Chita" Sanvicente (2002-2010)

#### Máximo campeón nacional

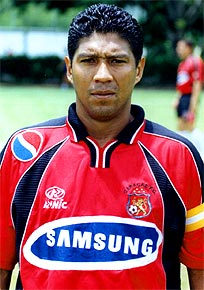
Stalin Rivas ha sido de los jugadores más destacados que han pasado por Caracas.

En la temporada 2000-2001, la Federación Venezolana de Fútbol cambió el formato del torneo, el cual consistió en un torneo previo clasificatorio que se llamó Copa República Bolivariana de Venezuela en la cual participaban los 16 equipos de Primera División, divididos en 2 zonas geográficas. Al final de esta copa, los 10 equipos con mejor récord pasaban a disputar el torneo de Primera División, y los ganadores de cada zona se enfrentaban en una final. Caracas F.C. fue el ganador de la Zona Oriental, y el Deportivo Táchira fue el ganador de la Zona Occidental, estos se enfrentaron en la final de la copa y Caracas resultó campeón al ganar de local 2-1 y empatar como visitante 2-2 con un gol sobre la hora de Stalin Rivas. Ya en el Torneo, Los Rojos del Ávila, dominaron de principio a fin a sus rivales y pusieron fin a una sequía de títulos, al ganar su quinta estrella, con destacadas actuaciones del “Mago” Stalin Rivas, Jorge Alberto Rojas y de Héctor González.
La directiva de la organización encargó a Rafael Santana la dirección del equipo, con Noel Sanvicente como asistente para seguir llevando las riendas del equipo en la temporada 2002-2003, con buenos resultados de inmediato, Caracas ganó el Torneo Apertura sacándole 4 puntos al Deportivo Italchacao. Sanvicente asumió a Caracas tras la salida de Santana en el Torneo Clausura y se enfrentó en la final al ganador en ese semestre, el Unión Atlético Maracaibo. Tras empatar en Maracaibo 1-1 en la ida, los Rojos del Ávila lograron conquistar su sexta estrella, goleando en el partido de vuelta 3-0 con actuaciones estelares de Stalin Rivas y del Loco Dioni Guerra. Caracas se convirtió hasta la fecha en el club más ganador del fútbol venezolano.
La buena racha continuó en la temporada 2003-2004, ganando un Torneo Apertura 2003, que fue tan cerrado que al final terminó con triple empate en la punta entre Mineros, Deportivo Táchira y el mismo Caracas, que sacó la mejor parte debido a que obtuvo más puntos en el enfrentamiento directo con los otros equipos mencionados. Caracas siguió demostrando su superioridad en el ámbito nacional, al ganar de punta a punta, el Torneo Clausura 2004, sacándole 12 puntos de diferencia a su más inmediato perseguidor, Deportivo Táchira, coronándose así campeones por 7.ª vez y su segundo bicampeonato consecutivo, sin necesidad de jugar la final. Rafael Castellín fue uno de los más destacados del campeonato, al finalizar 2.º en la tabla de goleadores, con 14 tantos.
La temporada 2004-2005 no fue la mejor para el club, tomando en cuenta que venía de 2 temporada consecutivas obteniendo el campeonato, sin embargo tampoco fue una mala campaña ya que Caracas pudo terminar en el 2.º puesto de la clasificación general, para obtener el cupo de la Copa Libertadores 2006. Para destacar nuevamente, la gran actuación de Rafael Castellín, anotó 14 goles por 2.ª temporada consecutiva, quedando tercero en la tabla de goleadores.
La temporada 2005-2006 en el Torneo Apertura no fue de lo mejor para el combinado; estaba claro que el principal objetivo del equipo era ganar el Torneo Clausura 2006, y con los importantes aportes de Alejandro Guerra, "Maestrico" González y de los colombianos Wilson Carpintero y Jorge Serna, Caracas ganó el Clausura, obteniendo el pase a la final para enfrentar al U.A. Maracaibo y el cupo a Copa Libertadores 2007. Finalmente llegó la 8.ª estrella para el Caracas, al vencer en el Estadio Brigido Iriarte 3-0 al Unión Atlético Maracaibo, y quedar 4-1 en el marcador global.

#### El Caracas F.C. en la Copa Libertadores
En el 2007, Caracas afrontaba su séptima participación en Copa Libertadores de América, con el claro objetivo de pasar a segunda ronda, Los Rojos del Ávila quedaron encuadrados en un grupo muy complicado y en el cual, casualmente, todos los participantes eran campeones de sus ligas, River Plate (Argentina), Colo-Colo (Chile), LDU Quito (Ecuador) y el Caracas F.C. actual campeón venezolano.
Su primer partido como local lo pudo disputar en el Estadio Brígido Iriarte de Caracas venciendo 1-0 al LDU Quito con gol del “Lobo” Guerra, y el debut del canterano Sub-17 Víctor Liscano, pero debido a que este estadio no cumple con los requisitos para ser usado en la Copa Libertadores (20000 espectadores), la Conmebol no permitió más su uso durante este torneo. Por ello, debió disputar sus partidos como local en el Estadio General Santander de Cúcuta, Colombia, debido a que ningún estadio en Venezuela podía ser usado por los preparativos para la Copa América 2007.
Así el 8 de marzo de 2007, Caracas se convirtió en el primer equipo venezolano en vencer a un equipo argentino como visitante en competiciones oficiales, ganando 0-1 al River Plate en el Estadio Monumental de Buenos Aires, con gol del colombiano Iván “Champeta” Velásquez. En los dos partidos posteriores con Colo-Colo perdió el conjunto venezolano y en la peunultima fecha del grupo Caracas ganó nuevamente sobre River Plate, 3-1, en el Estadio General Santander en Cúcuta "Cúcutazo" (donde la Confederación Sudamericana de Fútbol (CONMEBOL) autorizó la localía para los Rojos del Ávila)  cosa que no fue impedimento para eliminar a los argentinos. Con este resultado, Caracas clasificó por tercera vez a la segunda ronda de la Copa Libertadores (primera vez en Copa Libertadores 1995). En el último encuentro de la primera ronda, Caracas cayó en su visita al LDU de Quito, 3-1, resultado que contaba sólo para las estadísticas, pues ambos equipos ya habían sellado su destino en la fecha anterior.
Ya en octavos de final, Caracas tuvo que enfrentar al mejor equipo de la primera Ronda, el Santos FC de Brasil. Aunque las estadísticas favorecían a los brasileños, en el encuentro de ida que se jugó en el Estadio Olímpico de la UCV en Caracas, el Caracas logró su primer empate ante equipos brasileños en competencias internacionales, con un 2-2, los goles fueron anotados por “Champeta” Velásquez y Leonel Vielma. En el encuentro de vuelta, en el Estadio Vila Belmiro, Caracas estuvo a punto de dar la sorpresa, con gol de José Manuel Rey producto de un tiro libre, y luego anotando el 0-2 con un cabezazo de Wilson Carpintero, al final Santos impuso su localía y dio vuelta al marcador para vencer 3-2, y eliminar al Caracas de la Copa Libertadores.

#### Quinto de América y final de la era Sanvicente
Mientras el Caracas se mantenía involucrado en Copa Libertadores, en la lucha por el campeonato doméstico cayó derrotado en el último encuentro 3-1 en su visita al Maracaibo que se tituló campeón del Torneo Clausura, que al igual que el Apertura terminó con empate en puntos entre estos dos equipos, favoreciendo a los azulgranas el enfrentamiento directo con los caraquistas. Este resultado forzaba a jugar la final del campeonato. En el encuentro de ida jugado en Maracaibo, un gol del joven jugador Ronald Vargas inclinó la balanza a favor del cuadro capitalino. En la vuelta, jugada en el Brígido Iriarte, un empate 0-0 le daba el título de campeón de Venezuela por novena vez en su historia. 
En la temporada 2008-2009 Caracas ratifica su buen momento futbolístico al proclamarse campeón del Torneo Clausura 2009, dejando en el camino a Estudiantes de Mérida y a su eterno rival Deportivo Táchira. En la final de campeonato, el juego de ida frente al Deportivo Italia resultó en un empate 1-1; mientras que en el juego de vuelta el Caracas venció cómodamente al Italia 5-0 y obteniendo su décima estrella de campeón venezolano.

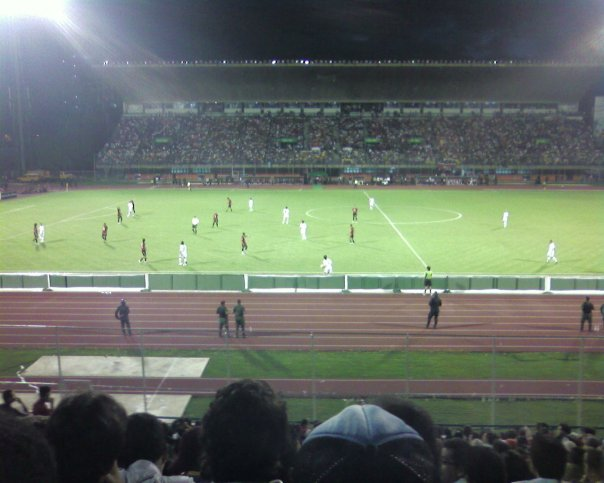
Caracas recibe a Gremio en los cuartos de final de la Copa Libertadores 2009.

En el ámbito internacional, alcanzó los cuartos de final de la Copa Libertadores de América. Hasta la fecha, ha sido su mejor actuación en la máxima competición del fútbol suramericano. En la fase de grupos alcanzó la primera posición del grupo 6, donde se enfrentó a rivales como Everton de Viña del Mar, Chivas de Guadalajara y Club Atlético Lanús. Tres victorias en el Olímpico y un empate en Argentina les ayudó a alcanzar el primer puesto hacia la siguiente ronda. En octavos de final, se enfrenta a Deportivo Cuenca, quien se había desempeñado mejor que el Caracas en segunda fase, pero en otro grupo. La eliminatoria se inició jugando en el Estadio Alejandro Serrano Aguilar, donde el conjunto ecuatoriano remontó y ganó 2-1. En Caracas la historia cambiaría por completo tras la victoria del Caracas por 4-0, logrando por primera vez el pase a cuartos de final. En esta ronda sería el Gremio de Porto Alegre el contrincante del cuadro capitalino. El partido de ida arrancaba con ventaja del Caracas en el estadio Olímpico de la UCV, con gol de Alejandro Cichero en el primer minuto. Sin embargo, el empate de Fábio Santos Romeu en el minuto 74 obligaría al conjunto capitalino a marcar un gol en Brasil. Especial mención merece el choque de vuelta que no pasó del 0-0.
En 2010, el Caracas tuvo una serie de altibajos que resultó en la salida del banquillo rojo del entrenador Noel Sanvicente, lugar que tomó Ceferino Bencomo a mitad del Torneo Clausura 2010, del que salió campeón a pesar de haber empatado en la última fecha con Deportivo Anzoátegui en casa. Posteriormente, se jugó la final frente al Deportivo Táchira en partidos de ida y vuelta, el marcador global fue de 5-1 y el Caracas se coronó en Pueblo Nuevo, sede del equipo tachirense, en una histórica goleada de 1-4 en un repleto estadio de Pueblo Nuevo donde más de 1.500 hinchas viajaron desde Caracas para presenciar así la primera estrella alcanzada como DT por parte de Ceferino Bencomo.

### Sequía liguera (2010-2018)
Cuando el director técnico Ceferino Bencomo ganó la undécima estrella, comenzó un proceso de renovación en el club, saliendo de grandes figuras para incorporar muchachos de las categorías inferiores. Figuras como Rafael Castellín, José Manuel Rey y Darío Figueroa salieron del club y dieron chance a jugadores como Fernando Aristeguieta, Alexander González y Josef Martínez.

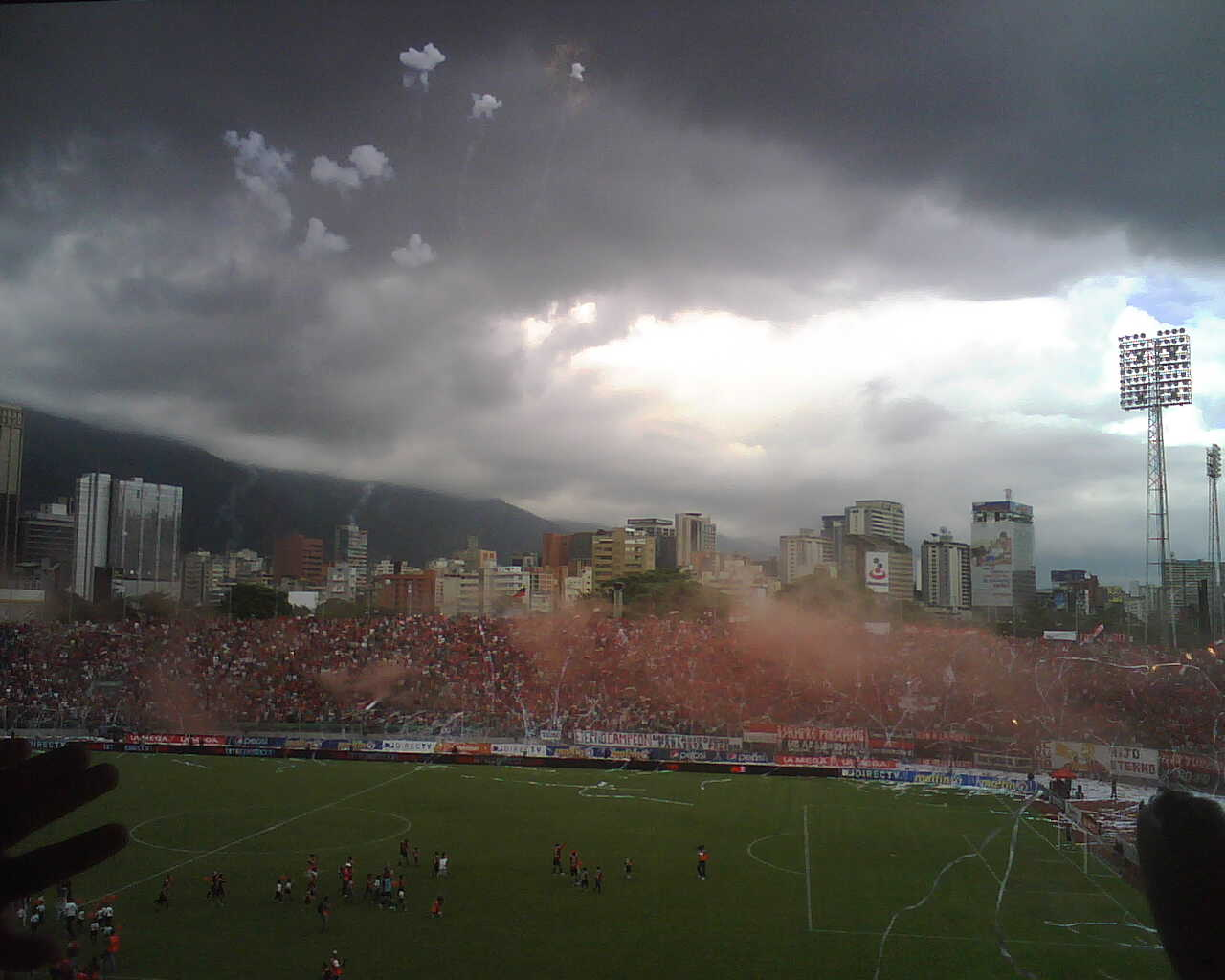
Caracas recibió con casa llena al Zamora Fútbol Club para disputar el Torneo Clausura.

No pudo lograr el Torneo Clausura 2011 ya que en la última jornada perdió contra su rival principal, el Zamora Fútbol Club, quedando así de segundo lugar a tres puntos de diferencia con dicho equipo. En el Torneo Apertura 2011, volvió a quedar de segundo lugar. Esta vez el campeón fue el Club Deportivo Lara, el cual invirtió mucho dinero para lograr el título. En dicho torneo, el equipo evidenció nuevamente su tendencia a perder puntos con equipos inferiores en el papel, como Yaracuyanos y Caroní. En la Copa Venezuela 2011 quedaron eliminados en semifinales por el Mineros de Guayana. Al terminar este torneo dos de sus figuras jóvenes salieron al BSC Young Boys: Alexander González y Josef Martínez. Llegaron grandes jugadores al club como Jesús "Chiki" Meza, y el regreso de Jesús Gómez y Juan Guerra (futbolista).
El Torneo Clausura 2012 fue un mal torneo para el avileño. Empezó empatando varios partidos, luego una racha ganadora sucedida por una de empates y derrotas. La hinchada del equipo mostró su descontento con el cuerpo técnico, manifestándose mediante pancartas ofensivas contra el entrenador Ceferino Bencomo. Estas críticas surgieron especialmente por el bajo poderío ofensivo que no se complementaba con las buenas actuaciones de los defensas. El campeonato se lo llevó el C.D. Lara, quienes ganaron su primera estrella.
Nuevamente terminan de segundo lugar en el Torneo Apertura 2012. En las últimas jornadas, el Caracas mejoró en las actuaciones ofensivas, que les ayudaron a recortar distancia con el campeón, Deportivo Anzoátegui, hasta quedarse a un punto de ellos. Para lamento del conjunto avileño, salieron derrotados en juegos decisivos contra Anzoátegui y Petare, y se perdieron puntos contra rivales como Atlético Venezuela en circunstancias polémicas. Fernando Aristeguieta logró ser el máximo goleador del Apertura al marcar 14 goles, entre estos, dos tripletes y uno al Deportivo Táchira.
Con importantes bajas como las de Franklin Lucena y la de los delanteros Fernando Aristeguieta y Sebastián González, el club capitalino tuvo que resarcirse con siete fichajes para afrontar la Copa Libertadores 2013 y el Torneo Clausura, en los cuales resaltaban: Francisco Carabalí, Edder Farías, Andrés Sánchez y Danny Curé.
La primera jornada de la fase de grupos de la Copa Libertadores terminó con una derrota como local ante el Fluminense, 0-1. A la semana siguiente, vencerían a Huachipato en condición de visitante 1-3. Hallándose todos igualados, el Caracas saldría derrotado 4-1 en Brasil contra el Gremio de Porto Alegre. Había que esperar siete días para que el conjunto venezolano se desquite en su casa tras una remontada de 2-1. Con altas esperanzas para clasificar a la próxima fase, el rojo fue vencido con un aplastante 0-4 por parte del Huachipato. La última jornada se mantenía la posibilidad, sin embargo, perdieron 1-0 ante Fluminense.
Iniciaron la competición local con pie izquierdo ante el que iba a ser el campeón: Zamora Fútbol Club, que les había encajado el gol del empate en los minutos finales. Fue hasta la jornada 4 que el Caracas logró su primera victoria de manera poco contundente ante el Zulia Fútbol Club como local. A pesar de haber sido el peor torneo corto en la etapa de Ceferino Bencomo, el rojo llegó a la última fecha con posibilidades de ser campeón. Para que esto se diese, el Caracas debía vencer al Deportivo Táchira como local y que ninguno de los cuatro rivales que estaban encima de él ganasen. No obstante, ninguna de estas suposiciones ocurrió y acabaron en la quinta posición del Torneo Clausura 2013. Finalizó de segundo en la tabla acumulada, pero los campeonatos logrados por el Deportivo Anzoátegui y el Zamora F.C., dejarían al Caracas Fútbol Club como representante venezolano en la fase previa de la Copa Libertadores 2014.

#### Llegada de Eduardo Saragó
El 14 de mayo de 2013, dos días después del clásico ante el Deportivo Táchira, la directiva del Caracas F.C., anuncia la renovación del contrato de Ceferino Bencomo, sin embargo, el día 16 del mismo mes, comunican la salida del mismo debido al surgimiento de diferencias en las ideas de la planificación para la temporada 2013-2014. Al día siguiente, el Caracas contrata por un año a quien había llevado al Club Deportivo Lara como campeón invicto la temporada pasada, Eduardo Saragó.
Tras un largo tiempo de espera, el Caracas Fútbol Club volvió a la palestra del fútbol nacional al conseguir, de la mano del entrenador Eduardo Saragó, su quinta Copa Venezuela en el año 2013. Título que tenía un valor agregado ya que fue contra su máximo hijo, el Deportivo Táchira y con la posibilidad de levantarlo en casa.
A pesar de alzar la copa doméstica, el Caracas cuajó su peor torneo corto en años, quedando en el séptimo lugar del Torneo Clausura 2014 a 12 puntos del primero. Esto produjo la obtención del cuarto lugar en la tabla acumulada, privándose el derecho de participar en la siguiente Copa Libertadores, cortando así la racha de 10 apariciones consecutivas en el torneo de fútbol más importante de Latinoamérica.
La siguiente temporada la afrontaría con pocas variaciones en el plantel. Perdería su primer partido de la temporada contra el Estudiantes de Mérida y en Copa Sudamericana elimina al Inti Gas Deportes y en la siguiente ronda el Deportivo Capiatá los supera. En el Torneo Apertura 2014 acaba en el tercer puesto por detrás del Deportivo La Guaira y el campeón Trujillanos Fútbol Club. El siguiente torneo corto, perderían al defensor argentino Roberto Tucker y en detrimento de él fichan a Marcelo Barreña quien no vio suficientes minutos. Asimismo, ficharon al volante argentino con experiencia europea Fabián Bordagaray. Tras dos empates y tres victorias, su primer tropiezo se produciría contra el Zulia Fútbol Club quien llevaba un auge tras la toma de posesión de César Farías. Nuevamente perderían en la jornada 9 de local contra el Deportivo Lara. Sin embargo, el Caracas alcanza una racha de 6 victorias consecutivas, siendo Edder Farías protagonista al marcar en todos los encuentros. El desempeño de los jugadores argentinos importados no fue el esperado, dando la directiva de baja a Barreña y Bordagaray al término del torneo. Por otro lado, se continuó la exportación de talentos salidos de la cantera con la ida del arquero Alain Baroja al fútbol griego, al AEK Atenas. El Caracas acabaría primero en la tabla acumulada siendo el equipo con menos goles encajados y con pase a la fase previa de la Copa Libertadores 2015.
Después de dicho torneo, el formato del campeonato nacional cambiaría: el Torneo Apertura iniciaría en enero y el Clausura en julio. Para ello, se realizaría un nuevo Torneo de Adecuación que serviría de transición al nuevo formato, que entre sus nuevas reglas incluye que las primeras ocho posiciones pasan a un octogonal que a través de eliminación directa se decidiría el campeón. Por ello, el Caracas no decidió hacer ninguna inversión a pesar de las bajas importantes de Alain Baroja, Jhonder Cádiz, Rómulo Otero y, posteriormente, Edder Farías. El primer partido sería como visitante ante el Tucanes de Amazonas y vencerían contundentemente 0-4 con gol del debutante Sergio Córdova, doblete de Farías y del nuevo fichaje Armando Maita. Luego de dos partidos, establecerían una racha de cinco partidos consecutivos empatando sin goles, en los cuales se incluye el clásico ante Deportivo Táchira como locales. El Caracas finalizó de séptimo lugar, por lo que se debía enfrentar a Zamora que los vencería con el marcador global de 4-2. Wuilker Faríñez, portero de 17 años, surge como único aspecto destacable de la temporada al batir el récord de imbatibilidad del club y solo conceder diez goles en el torneo regular. Tras salir eliminados, Eduardo Saragó decide renunciar.

#### Etapa de Antonio Franco
El 29 de noviembre de 2015 el Caracas Fútbol Club anuncia la contratación de Antonio Franco, exentrenador de Mineros de Guayana y Carabobo Fútbol Club. La pretemporada de enero estuvo meramente enfocada en el encuentro de la fase previa de la Copa Libertadores, contra el último subcampeón de la Copa Sudamericana, el Club Atlético Huracán, equipo que Franco había logrado vencer con Mineros. Para ello ficharon a jugadores de relevancia nacional tales como Robert Hernández, y a los colombianos Over García y Paulo César Arango. El partido de ida perderían como visitante 1-0. En Caracas remontaron con goles de Rubert Quijada y Arango, pero en el minuto 92 el conjunto argentino descontaría para lograr empatar el global y así pasar a la fase de grupos por la regla de goles de visitante. En el campeonato doméstico, los rojos alcanzarían la quinta posición. En cuartos de final lograron vencer al Deportivo La Guaira, sin embargo, en la semifinal, el Zamora Fútbol Club, que a la postre sería campeón, volvió a eliminarlos con global de 4-0.
El Torneo Clausura 2016 fue aún más accidentado en la etapa de Franco como entrenador del Caracas F.C. Iniciando con solo una victoria en sus primeros cinco partidos, llegaba la jornada 6 y Caracas visitaba a Trujillanos en un partido en el que Franco comunicó a la prensa que de no ganar, renunciaría a su cargo. Sin embargo la plantilla lo respaldó con una contundente goleada 1-5 en el difícil campo del José Alberto Pérez, el "Cementerio de los Grandes".
A partir de ese momento, el Caracas logró alzar vuelo muy lentamente entre partidos de mucha intransigencia ofensiva y otros de sorprendentes goleadas como las propinadas a Monagas (4-1), Estudiantes de Mérida (2-5), Llaneros E.F. (3-0) y quizás el mejor partido de la era de Franco, la goleada 3-0 a sus eternos rivales, el Deportivo Táchira, en un Cocodrilos Sports Park vacío por sanción federativa. Como era de esperarse, se logró la clasificación a la Liguilla en donde vencieron en cuartos de final al Deportivo La Guaira y salieron eliminados por el Zulia Fútbol Club, a la postre campeón.

#### Retorno de Noel Sanvicente
Una semana después de salir eliminados en el Torneo Clausura, se anunció el regreso de 'Chita' Sanvicente como entrenador del Caracas Fútbol Club, además de ser el director de las categorías inferiores. El gerente general, Ricardo Padrón, aseguró que a diferencia de los otros entrenadores, el ex-seleccionador venezolano tendría dos años de contrato al ser un proyecto de mediano y largo plazo.
Para la nueva zafra de 2017, contaron con las incorporaciones de Rafael Arace, Gabriele Rosa, el colombiano Fredys Arrieta y el guardameta Eduardo Herrera. Una baja muy sensible fue la de Jefre Vargas, quien a última hora emigró a Portugal. Entonces, el equipo caraqueño tuvo que cubrir el puesto de lateral derecho con algún juvenil improvisado, que debía nacer al menos en el año 1999 por la regla de la Federación Venezolana de Fútbol. No fue hasta el 30 de marzo que pudieron hallar sustituto con Eduardo Fereira, internacional sub-17 de Venezuela.
Pese a todo la conmoción que causó el regreso de Sanvicente, el Caracas Fútbol Club no comenzó del todo bien y contaba prácticamente sus partidos por empates. Asimismo, tenían que afrontar el plano internacional en la Copa Sudamericana 2017 donde enfrentaban en la primera ronda al férreo Cerro Porteño. El heroico Wuilker Faríñez y un penalti de Edder Farías permitieron rescatar un empate a uno, guardándose la ventaja para la vuelta. Mientras tanto, en el Apertura los empates lo colocaban fuera de los puestos de clasificación, no fue hasta una victoria ante Atlético Venezuela que pudieron retomar la racha que posteriormente los hizo clasificar. Pasaron dos meses para que se lleve a cabo el encuentro de vuelta de Copa Sudamericana; los 'Rojos del Ávila' se pusieron en ventaja en el segundo tiempo con anotación del segundo capitán Rubert Quijada. Al conjunto paraguayo le urgía anotar un gol y el colegiado brasileño, Ricardo Marqués sentenció un penalti a su favor que la prensa y la afición reclamó fervientemente. Haedo Valdez lo anotó y luego la remontada la puso Óscar Ruiz en el 84'.
Llegada la Liguilla, lograron vencer en una serie muy apretada a Deportivo Anzoátegui en cuartos de final y nuevamente dejaron fuera a Deportivo La Guaira, aunque esta vez desde la definición de los penaltis propiciado por un tanto agónico de Edder Farías. De esta manera, Noel Sanvicente vuelve a llevar al Caracas a una final, su rival sería el Monagas Sport Club, que logró eliminar al Carabobo. En la ida, los azulgranas vencieron 1-0 con tanto del juvenil Samuel Barberi en el Estadio Monumental de Maturín. En la vuelta, la directiva decidió poner el precio de las entradas gratis para llamar la atención de los aficionados. Finalmente, el estadio estuvo en su máxima capacidad, sin embargo los rivales se coronaron en el césped del Olímpico. Caracas había igualado la serie con gol de Robert Hernández, pero Anthony Blondell sepultó las ilusiones capitalinas con un gol al inicio de la segunda mitad. Poco después, el goleador del Apertura 2017, Edder Farías puso el 2-1 que no fue suficiente y Monagas ganó su primer título corto. Así, Caracas FC confirmó un cupo a la Copa Sudamericana 2018. Rubert Quijada y Edder Farías formaron parte del once ideal del semestre que seleccionó la Asociación FutVE.
Para el siguiente semestre, perdieron precisamente a los jugadores que se ganaron su puesto en ese once al encontrar destinos en el fútbol extranjero. Sin embargo, el proyecto de Sanvicente ilusionaba aún más con las flamantes contrataciones que dejaban entrever el interés de la directiva por añadirle otra estrella al escudo. Fueron 7 las adquisiciones. Entre ellas, la más destacada fue el regreso de Fernando Aristeguieta. Asimismo otros de renombre como los tres jugadores salidos de Deportivo Anzoátegui: Ricardo Martins, Néstor Canelón y Gilbert Guerra. Pese al buen inicio, los avileños se fueron desinflando a medida que pasaron las jornadas. Sobre todo cuando notaron que la clasificación estaba encaminada. En cuanto a los números, finalizó en la tabla acumulada con 53 puntos y en la séptima posición. Es la peor ubicación de la institución capitalina desde la expansión en 2007, y nunca había bajado de las 60 unidades. En el Clausura se quedó con la sexta casilla para enfrentarse a Carabobo Fútbol Club en cuartos de final. Los granates vencieron sin dificultad con global de 3-0.
En 2018, el ‘Rojo’ centraría gran parte de su atención en la Copa Sudamericana. Entre sus refuerzos, contarían con el colombiano Jesús Arrieta, que a solo segundos de su debut anotaría un gol que ayudaría mucho a pasar la primera fase ante Everton de Viña del Mar. Igualmente, Bernardo Añor se reincorporaría a su país tras años en la MLS. El césped del Estadio Olímpico de la UCV estaba siendo remozado, por lo que en el campeonato local jugaban en Cocodrilos Sports Park, y en la Sudamericana viajaban 360km para hacer de locales en Cabudare. Otro de los hitos que marcaron el primer semestre avileño en este año, fue la victoria 0-3 ante Deportivo Táchira en San Cristóbal, noche en la cual los aficionados locales gritaron el “Olé” a su propio equipo. En Liguilla fueron eliminados en semifinales por el próximo campeón Zamora FC, mientras que en Copa igualaron en aquel entonces la fase récord por algún equipo venezolano en mencionada competición. Alcanzaron los octavos de final tras eliminar sin mucha dificultad al Sport Huancayo y así enfrentarse al Atlético Paranaense en la reinauguración del césped y camerinos del estadio donde hacen vida. El equipo brasileño, a la postre campeón, los sacó de la competición. Precisamente, en ese semestre habían perdido dos piezas de alto valor tales como Edwuin Pernía y el vinotinto Fernando Aristeguieta, yéndose a Chile y Colombia, respectivamente. Nuevamente, quedarían eliminados en el Clausura 2018 en la misma instancia: semifinales, y ante el futuro campeón, esta vez Deportivo Lara.

### La consagración (2019)
El Caracas FC no había hecho grandes inversiones para el semestre, sino que decidió mantener la base de antaño; sus rutilantes adquisiciones fueron Alain Baroja y Carlos Espinoza. Les tocó afrontar la ronda 2 de la fase previa de la Copa Libertadores 2019, donde lograron eliminar a Delfín SC y en la última instancia los eliminó Melgar en el agregado. Al ser el mejor eliminado, se ganaron el acceso a la Copa Sudamericana 2019 eliminando así a Liverpool y perdiendo en octavos de final contra el futuro campeón, Independiente del Valle.

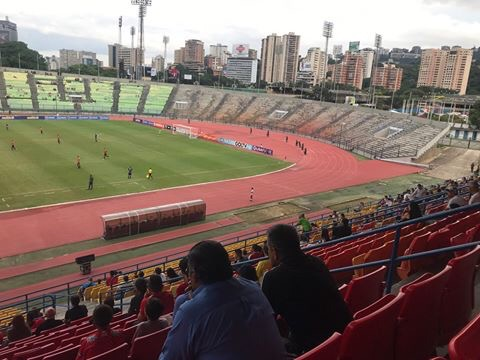
Uno de los métodos de protesta fue realizar sus respectivos cánticos desde fuera de la grada.

Fue en el segundo semestre del año, que hubo fuertes reclamos por parte de la Barra del Caracas en contra de la directiva y sus jugadores. El primer juego en Caracas del Torneo Clausura 2019 fue suspendido por un enfrentamiento entre hinchas y policías ya que la directiva había recibido la orden de bajar las pancartas con mensajes de protesta.

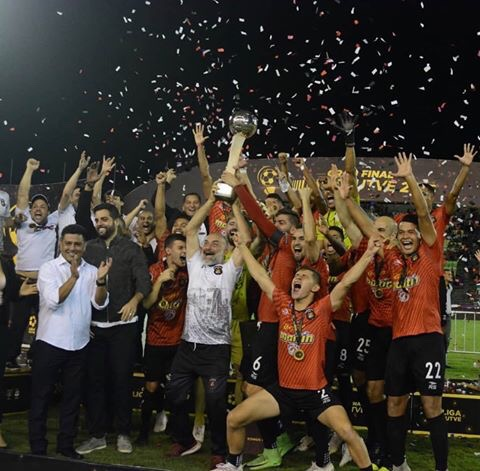
Rubert Quijada y el jefe de utilería, Gaetano Luongo, alzando el título liguero número 12 de la institución.

 Ello convulsionó aún más la situación. Las bajas que no fueron compensadas de Néstor Canelón por cesión, y la de Ricardo Martins por lesión generaron descontento en la hinchada por la escasa inversión hacia el equipo, que se incrementó en las primeras jornadas con resultados que no consideraban satisfactorios. El inconformismo se mantuvo hasta las semifinales de la Liguilla con protestas que incluían realizar cánticos desde fuera del estadio hasta colocar 11 conos en representación de las aptitudes de sus futbolistas. El equipo llegó a la final nada menos que contra Deportivo Táchira y cesaron las presiones. La ida en Caracas finalizó 1-1 y se coronaron campeones en Pueblo Nuevo al empatar 2-2 gracias a un gol en el último minuto de Rosmel Villanueva que emularía y significaría la revancha del partido del año 2015 al ocurrir en contextos sumamente similares, aunque invertidos. Se ganarían el derecho de disputar la final absoluta ante el campeón del Apertura, Estudiantes de Mérida. La ida en la ciudad andina se saldó con igualdad de 1-1, y en la vuelta, Jesús Arrieta alcanzó a igualar el tanto de Jesús Meza que coronaría a los rivales. En la tanda de penaltis, el fallo del ex-Caracas, Daniel Linárez, y la tapada de Baroja al penalti de Alejandro Araque sellaría el título número 12 de la institución avileña en Primera División, rompiendo con una sequía de 9 años y medio que se cumpliría nuevamente a manos de Noel Sanvicente.

## Infraestructura

### Estadio

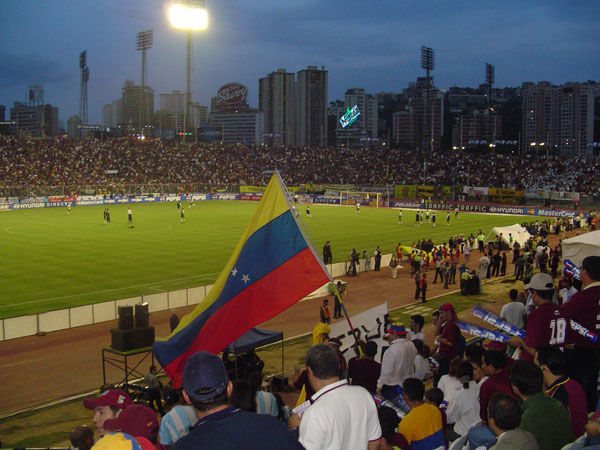
Estadio Olímpico de la UCV antes de la remodelación, 2003

El Caracas Fútbol Club juega sus partidos como local en el Estadio Olímpico de la UCV del que es propietario la Universidad Central de Venezuela. Es obra del arquitecto venezolano Carlos Raúl Villanueva y fue inaugurado durante el gobierno del general Marcos Pérez Jiménez en 1957. El estadio forma parte de la Ciudad Universitaria de Caracas y como tal nombrado Patrimonio de la Humanidad junto con esta por la Unesco. Ha dado vida a importantes torneos como la Pequeña Copa del Mundo de Clubes, Copa América 1975 y Copa América 2007. Asimismo era el estadio principal de la selección de fútbol de Venezuela. El estadio poseía un aforo de 30 000 espectadores sin embargo su capacidad descendió a 24 900 fanáticos por la instalación de sillas y refacciones para la Copa América Venezuela 2007. Tras la finalización del torneo de selecciones, el Caracas dejaría el Estadio Nacional Brígido Iriarte para disputar todos sus partidos de local en el remodelado recinto con un acuerdo de remuneración a la Fundación UCV de 13 millones de bolívares por partido (tres mil dólares aproximadamente para la época). El primer partido de liga desde que el 'coso de Los Chaguaramos' es sede actual del Caracas se disputó el 5 de agosto de 2007 ante el Aragua Fútbol Club.
Sin embargo, cabe acotar que el equipo capitalino disputó el Torneo Apertura 2003 completo en este recinto por el cambio de césped de su sede de antaño.

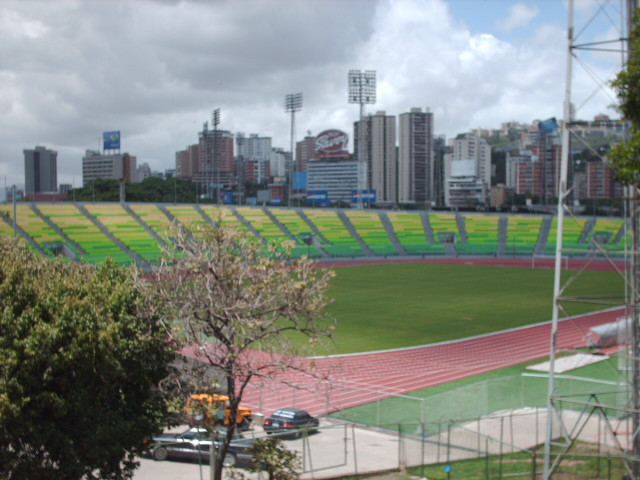
Estadio Olímpico de la UCV durante la Copa América 2007.

La distribución del público en el estadio está básicamente inclinado hacia la grada sur, que es donde mayor volumen de gente se encuentra por la presencia de la barra. De esta manera, el público tiende a diluirse a medida que se va alejando de este sector. En la grada norte se establece el público visitante, que es separado por dos muros de cinc y por cordones policiales; en escasas ocasiones los sitúan del lado izquierdo de la tribuna principal, que es el sector más caro y los puestos están asegurados en la entrada.
En el último lustro, el engramado del estadio ha sido considerado como uno de los más descuidados del país presentando lunares de pasto seco y desniveles, siendo razón de múltiples quejas entre jugadores que hacen de local y visitante. En mayo de 2016, el Caracas junto a los otros equipos que ejercen localía en el Olímpico, acordaron con la Fundación UCV dejar de jugar ahí para dar permiso a una remodelación de poco más de 500 000 dólares.
En agosto de 2013, el gobierno de Venezuela y el alcalde de Caracas, Jorge Rodríguez, anunciaron el proyecto del Complejo Deportivo Hugo Chávez en la Rinconada, el cual incluye un estadio de fútbol para más de 50 000 personas. Este albergaría los partidos de la Selección de Venezuela y del Caracas Fútbol Club. Su culminación estaba pautada para julio de 2016, sin embargo, las obras no han avanzado lo suficiente y se prolongó la fecha hasta 2017.

### Estadio Propio
El Cocodrilos Sports Park es un estadio de fútbol ubicado en Caracas, Venezuela, y fue inaugurado el 20 de julio del 2005 por Guillermo Valentiner, dueño del equipo Caracas Fútbol Club.
El Cocodrilos Sports Park es junto al Giuseppe Antonelli el único estadio construido y perteneciente a un equipo privado de fútbol venezolano, lugar donde el Caracas Fútbol Club jugó una temporada completa titulándose campeón, debido a que el Estadio Brígido Iriarte se encontraba en trabajos de recuperación del engramado en el año 2006.
Toda la grama del Cocodrilos Sports Park es artificial y tiene capacidad para unas 3500 personas, nuevos proyectos incluyen la cancha de fútbol 7 y nuevos gimnasios para los futbolistas
El estadio funge como sede principal de las categorías menores del club, incluyendo el filial. Asimismo es el lugar de entrenamiento del equipo mayor. Durante el Torneo Clausura 2016 y parte de la temporada 2018 fue utilizado como su estadio por remodelación del Olímpico de la UCV.

## Uniforme
| Primera equipación | (Ver evolución) | Equipación Actual |

### Primer uniforme
Con la fundación del equipo en 1967, la junta directiva acordó que el uniforme sería camiseta blanca, short azul marino y medias blancas, como segundo uniforme adoptaron camisa vinotinto, short blanco y medias blancas (los mismos colores de la Selección Nacional).

### Origen del color rojo
La mayoría de las fuentes concuerdan en que el color rojo empleado en el uniforme del Caracas F.C. hace referencia a los colores del Bayern de Múnich ya que el propietario del equipo, Guillermo Valentiner, era simpatizante de este equipo alemán. Lo cierto es que una vez que la Organización Deportiva Cocodrilos toma el mando del equipo en 1989, el uniforme ha mantenido una similitud en cuanto a los colores usados, resalta principalmente el rojo por el cual reciben su apodo. Actualmente el equipo posee tres uniformes oficiales siendo estos el titular y dos de visitante.
El Caracas FC está dotado por la marca venezolana RS desde el equipo en primera división hasta las categorías menores, tanto en los equipos masculinos como en los equipos femeninos. Para la temporada 2012-2013 el uniforme pasa a ser completamente rojo, emulando el equipamiento del conjunto que ganó el primer título de liga. También volvió el uniforme negro.
- Primera vestimenta 2014/2015: franela roja, short rojo, medias rojas
- Segunda vestimenta 2014/2015: franela blanca, short blanco, medias blancas.
- Tercera vestimenta 2014/2015: franela Negra, short blanco, medias negras.

### Indumentaria
| Periodo       | Proveedor  |
| ------------- | ---------- |
| 1991-1994     | Adidas     |
| 1995-1997     | Puma       |
| 1998-1999     | Topper     |
| 2000-2002     | Puma       |
| 2003-2009     | Runic      |
| 2010-2017     | Adidas     |
| 2018-2024     | RS         |
| 2025-presente | Zeus Sport |

## Afición

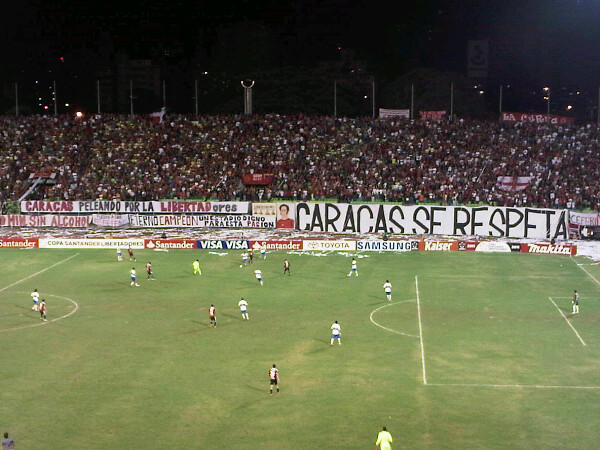
Hinchada del Caracas Fútbol Club durante un partido de Copa Libertadores en el Estadio Olímpico de la UCV.

La afición del Caracas Fútbol Club es una de las más numerosas del país. A menudo se reparte con su rival, el Deportivo Táchira, el tope de las asistencias en cada jornada del fútbol venezolano. Desde sus primeros años hasta el 2007, el público caraqueño se congregaba en las gradas del Brígido Iriarte. Motivado por el incremento de la hinchada, en el año 2007 el equipo se traslada al Estadio Olímpico de la UCV. Este recinto fue copado en sus primeros años, sobre todo en las altas instancias de Copa Libertadores 2007 y 2009. Tras la undécima estrella la presencia del público en las gradas aumentó considerablemente. Rara vez bajaron de diez mil personas. Durante este período llenaron las gradas ante equipos como Zamora Fútbol Club, Club Deportivo Lara, Málaga Club de Fútbol, y sin contar los clásicos en Copa Venezuela y Liga. Hoy en día la crisis que atraviesa el país ha ocasionado una reducción en las asistencias del fútbol venezolano debido a los altos precios y la inseguridad

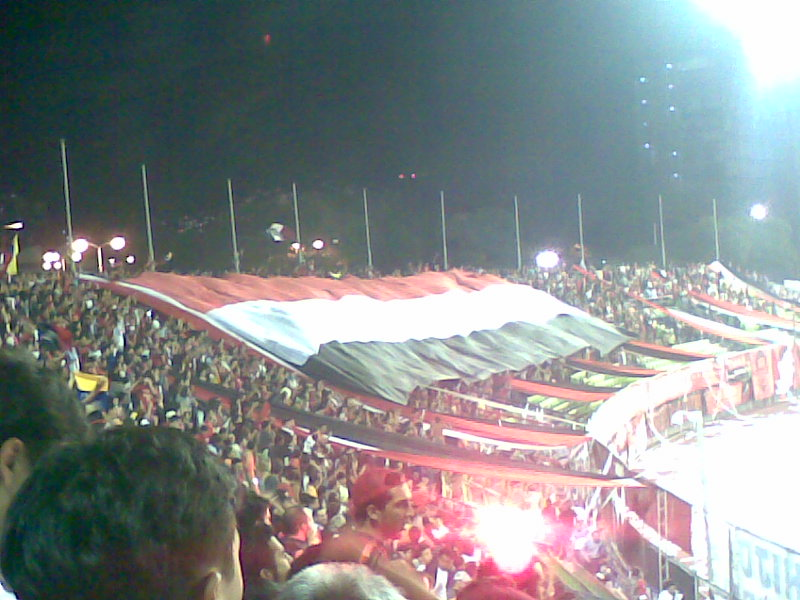
Recibimiento de la hinchada a su equipo.

### Hinchada
La barra del Caracas Fútbol Club fue fundada en el año 1989 por iniciativa de un reducido grupo de aficionados, que con el pasar de los años le cedieron el liderazgo a las nuevas generaciones Se caracterizan por ser una de las barras más destacadas de Venezuela con numerosos filiales a lo largo de todo el territorio nacional y algunos países de Sudamérica,  consiguiendo acompañar al equipo en todos los estadios del país y realizando diversas actividades de labor social.
Asimismo, Los Demonios Rojos, han sido vinculados con distintos actos de violencia con los aficionados del Deportivo Táchira, Zamora Fútbol Club, Carabobo Fútbol Club, y sobre todo, la Policía Nacional.

## Rivalidades

### Clásico del fútbol venezolano
Caracas disputa el llamado "Clásico del fútbol venezolano" contra el Deportivo Táchira, son estos dos los que más títulos oficiales han alcanzado en su historia dentro del fútbol venezolano. El primer encuentro del historial entre ambos se dio en 1984 cuando dirigentes de ambos equipos promovieron el denominado Encuentro de Campeones, un campeonato sin carácter oficial, que mediría al campeón de primera división, que era Deportivo Táchira, contra el campeón de segunda división, el Caracas Yamaha (denominación del conjunto avileño antes de pasar a su actual nombre). La idea era que fuera una serie de ida y vuelta. El primer encuentro se jugó en el Polideportivo de Pueblo Nuevo, donde ganaría el equipo aurinegro por 4-1. La vuelta no se llegaría a disputar. Sin embargo no es hasta el año 2000 cuando la rivalidad toma mayor notoriedad debido a un hecho que se presentó en el estadio Polideportivo Pueblo Nuevo de San Cristóbal (Táchira) luego de que el Caracas venciera al Táchira en la final de la Copa Venezuela 2000. Luego de esto los hinchas del Deportivo Táchira quemaron el autobús del Caracas debido a que un jugador de los "rojos" golpeó a un hincha tachirense tratando de defender a un compañero de equipo a quien dicho hincha estaba increpando.
Hoy en día es considerado un partido de "alto riesgo" debido a la inmensa rivalidad que mantienen "rojos" y "aurinegros" no solo en el campo, sino también en las gradas. Esta rivalidad ha ocasionado enfrentamientos en varias ocasiones y en distintas ciudades.

#### Números totales
*Actualizado hasta el 25 de noviembre de 2023
| Competencia      | Partidos Jugados | Ganados Caracas | Partidos Empatados | Ganados Táchira | Goles de Caracas | Goles de Táchira |
| ---------------- | ---------------- | --------------- | ------------------ | --------------- | ---------------- | ---------------- |
| Primera División | 113              | 31              | 48                 | 34              | 124              | 127              |
| Copa Venezuela   | 08               | 05              | 01                 | 02              | 12               | 10               |
| Copa Conmebol    | 02               | 02              | 00                 | 00              | 02               | 00               |
| Total            | 122              | 38              | 49                 | 36              | 138              | 137              |

### Otras rivalidades
A partir de finales de los años 1980 y principios de 1990, Caracas Fútbol Club también mantuvo una fuerte rivalidad con el Marítimo, cuya raíz se encontraba en el buen desempeño que tuvieron ambos cuadros durante dicho período; además de involucrar a los únicos dos clubes que poseían una plantilla totalmente nacional en ese entonces; sin embargo esta rivalidad decayó con la desaparición del cuadro acorazado en 1995. Otra rivalidad que se mantuvo durante la década del 2000 fue con el Unión Atlético Maracaibo, ambos conjuntos luchaban por la supremacía del Campeonato Venezolano de Fútbol, lapso en el cual se denominó al encuentro como el Derbi de las Metrópolis, sin embargo, la rivalidad fue decayendo principalmente por el descenso que tuvo el cuadro zuliano en 2009, además de su posterior desaparición.
Caracas también mantiene rivalidades menores contra Zamora FC y Carabobo FC. Están también los llamados Derbis capitalinos con Deportivo La Guaira, Metropolitanos, Universidad Central y Deportivo Miranda (anteriormente Deportivo Italia), este último ha disminuido por sus malas campañas y el descenso de categoría de este equipo a la segunda división.

## Datos del club
- Puesto histórico: 1.º con 2422 puntos.[95]
- Temporadas en 1.ª: 41 (1985 - Presente).
- Temporadas en 2.ª: 1 (1984).
- Mayor goleada conseguida:
  - En campeonatos nacionales: Caracas Fútbol Club 10 – Deportivo Tuy 2 (1995).
  - En torneos internacionales: Caracas Fútbol Club 4 – Cienciano 0 (2006), Caracas Fútbol Club 4-0 Deportivo Cuenca (2009)
- Mayor goleada recibida:
  - En campeonatos nacionales:  Caracas Fútbol Club 1 - 6 Deportivo Chacao (1997).
  - En torneos internacionales:  Caracas Fútbol Club 0 - 6 Cerro Porteño (1995).
- Mejor puesto en la liga: 1.º.
- Peor puesto en la liga: 11.º (2022)[96]
- Máximo goleador:  Rafael Castellin 124 goles oficiales.
- Jugador con más partidos disputados:  José Manuel Rey 338 partidos.
- Jugador con más títulos:  Javier Toyo 8 títulos.
- Primer partido en campeonatos nacionales: Deportivo Italia 2 - 0 Caracas Fútbol Club (7 de julio de 1985 en el estadio Brigido Iriarte).[97]
- Equipo Filial: Caracas Fútbol Club "B".

## Participaciones internacionales
El Caracas F.C. ha participado 33 veces en diferentes torneos internacionales, siendo el segundo equipo venezolano que mayor número de veces han representado a su país después de Deportivo Táchira, su mejor participación en la Copa Libertadores fue en 2009 donde llegaría hasta cuartos de final. Además, fue semifinalista de la Copa Merconorte en 1999.
| Competencia                       | Edición |
| --------------------------------- | --- |
| Copa Libertadores de América (22) | 1993, 1995, 1996, 1998, 2002, 2004, 2005, 2006, 2007, 2008, 2009, 2010, 2011, 2012, 2013, 2014, 2016, 2019, 2020, 2021, 2022, 2024. |
| Copa Sudamericana (8)             | 2010, 2014, 2017, 2018, 2019, 2020, 2023, 2025.                                                                                     |
| Copa Merconorte (2)               | 1998, 1999. |
| Copa Conmebol (1)                 | 1993. |

## Plantilla

### Jugadores y Cuerpo Técnico

#### Mercado de Pases
Altas y Bajas para la temporada 2025
| Luis Mago        | Defensa   | Carabobo F.C.  | Agente libre                | Carta de libertad |
| Jeriel De Santis | Delantero | Alianza Lima   | Cedido hasta el 31-Dic-2025 | Desconocido       |
| Edgardo Rito     | Defensa   | Phoenix Rising | Cedido                      | Desconocido       |

| Bajas              | Bajas         | Bajas               | Bajas           | Bajas             | Bajas |
| Jugador            | Posición      | Destino             | Tipo            | Costo             |       |
| ------------------ | ------------- | ------------------- | --------------- | ----------------- | ----- |
| Marco Campagnaro   | Defensa       | Bandera de ?        | Fin de contrato | Agente libre      |       |
| Everardo Rose      | Delantero     | C.D. Plaza Amador   | Fin de contrato | Carta de libertad |       |
| Anderson Contreras | Mediocampista | Bandera de ?        | Fin de contrato | Agente libre      |       |
| Rubert Quijada     | Defensa       | Bandera de ?        | Fin de contrato | Agente libre      |       |
| Wilbert Hernández  | Portero       | Bandera de ?        | Fin de contrato | Agente libre      |       |
| Ade Oguns          | Delantero     | Bandera de ?        | Fin de contrato | Agente libre      |       |
| Andris Herrera     | Delantero     | Bandera de ?        | Fin de contrato | Agente libre      |       |
| Armando Rivas      | Delantero     | Bandera de ?        | Fin de contrato | Agente libre      |       |
| Luis Casiani       | Delantero     | Puerto Cabello      | Fin de contrato | Carta de libertad |       |
| Manuel Sulbarán    | Delantero     | Deportivo La Guaira | Fin de contrato | Carta de libertad |       |
| Enmanuel Moreno    | Delantero     | Bandera de ?        | Fin de contrato | Agente libre      |       |
| Edwuin Pernía      | Delantero     | San Martín          | Fin de contrato | Carta de libertad |       |

Altas y Bajas para la temporada 2024
| Edwuin Pernía        | Delantero     | Deportes Santa Cruz     | Agente Libre     | Libre |
| Brayan Rodríguez     | Defensa       | Carabobo FC             | Agente Libre     | Libre |
| Kevin González       | Mediocampista | UCV FC                  | Agente Libre     | Libre |
| Enmanuel Moreno      | Delantero     | CS Marítimo             | Vuelta de cesión | -     |
| Yeison Mena          | Delantero     | Hermanos Colmenárez     | Agente Libre     | Libre |
| Blessing Essien Edet | Mediocampista | Dino SC                 | Agente Libre     | Libre |
| José Hernández       | Delantero     | Deltras FC              | Agente Libre     | Libre |
| Danny Pérez          | Delantero     | Academia Puerto Cabello | Agente Libre     | Libre |
| Wuilker Fariñez      | Portero       | R.C. Lens               | Agente Libre     | Libre |
| Francisco La Mantía  | Defensa       | FK Riteriai             | Agente Libre     | Libre |
| Richard Figueroa     | Delantero     | Academia Puerto Cabello | Agente Libre     | Libre |

| Bajas              | Bajas         | Bajas                  | Bajas                       | Bajas           | Bajas |
| Jugador            | Posición      | Destino                | Tipo                        | Costo           |       |
| ------------------ | ------------- | ---------------------- | --------------------------- | --------------- | ----- |
| Alain Baroja       | Portero       | Always Ready           | Fin de contrato             | Libre           |       |
| Alexander González | defensa       | Emelec                 | Fin de contrato             | Libre           |       |
| Leonardo Flores    | Mediocampista | Atlético Bucaramanga   | Fin de contrato             | Libre           |       |
| Richard Celis      | Delantero     | Academia PC            | Fin de contrato             | Libre           |       |
| Santiago Rodríguez | Mediocampista | Zamora FC              | Fin de contrato             | Libre           |       |
| Edson Rivas        | Delantero     | UCV FC                 | Fin de contrato             | Libre           |       |
| Emanuel Mercado    | Delantero     | Club Atlético Güemes   | Fin de contrato             | Libre           |       |
| Luis Urbina        | Mediocampista | Hermanos Colmenárez    | Fin de contrato             | Libre           |       |
| Saúl Guarirapa     | Delantero     | PFC Sochi              | Cesión con opción de compra | Cargo € 200.000 |       |
| Yair Ramos         | Mediocampista | FC Cincinnati II       | Cesión con opción de compra | Desconocido     |       |
| Guillermo Gúzman   | Defensa       | Boyacá Chicó           | Venta                       | Desconocido     |       |
| Ade Oguns          | Delantero     | Wydad Athletic Club    | Cesión con opción de compra | Desconocido     |       |
| Diego Luna         | Defensa       | FC Baltika Kaliningrad | Venta                       | € 250.000       |       |
| Bianneider Tamayo  | Defensa       | Universidad de Chile   | Venta                       | € 400.000       |       |

#### Jugadores Cedidos
Jugadores cedidos para la temporada 2024
| Cesiones       | Cesiones | Cesiones      | Cesiones            | Cesiones    | Cesiones   |
| Jugador        | Edad     | Posición      | Destino             | Cargo       | hasta      |
| -------------- | -------- | ------------- | ------------------- | ----------- | ---------- |
| Saúl Guarirapa | 22 años  | Delantero     | PFC Sochi           | 200.000 €   | 30/06/2024 |
| Yair Ramos     | 19 años  | Mediocampista | FC Cincinnati II    | Desconocido | 31/01/2025 |
| Ade Oguns      | 24 años  | Delantero     | Wydad Athletic Club | Desconocido | 31/06/2024 |

#### Jugadores Lesionados
| Jugador | Nacionalidad | Posición | Tipo de lesión | Fecha de lesión anunciado por el club | Tiempo de recuperación aproximado | Fecha de regreso esperada |
| ------- | ------------ | -------- | -------------- | ------------------------------------- | --------------------------------- | ------------------------- |

## Distinciones Individuales

#### Goleadores históricos
| Jugador               | Temporadas                                  | Partidos | Goles | Promedio |
| --------------------- | ------------------------------------------- | -------- | ----- | -------- |
| Rafael Castellín      | 1997-99; 2004-05; 2007-10                   | 314      | 121   | 0.38     |
| Gabriel Miranda       | 1987-89; 1991-95; 1997-99                   | 313      | 78    | 0.24     |
| Edder Farías          | 2012-15; 2016-17                            | 116      | 61    | 0.52     |
| Stalin Rivas          | 1994-00 2002-04                             | 171      | 60    | 0.35     |
| Fernando Aristeguieta | 2008-13; 2017-18; 2022-23                   | 126      | 54    | 0.42     |
| Juan García Rivas     | 1996-97; 1999-00                            | 86       | 53    | 0.61     |
| Ibrahim Salisú        | 1991-00                                     | 144      | 50    | 0.35     |
| Andreas Vogler        | 1991-94                                     | 78       | 49    | 0.62     |
| Gerson Díaz           | 1990-98                                     | 238      | 45    | 0.19     |
| José Manuel Rey       | 1996-99; 2001-02; 2004-04; 2006-07; 2009-11 | 338      | 42    | 0.12     |
| Wilton Arreaza        | 1986-87; 1992-93                            | 156      | 37    | 0.23     |

#### Goleadores en campeonatos nacionales[99]
| Año                                   | Jugador                         | Goles |
| ------------------------------------- | ------------------------------- | ----- |
| Primera División de Venezuela 1986    | Wilton Arreaza                  | 8     |
| Primera División de Venezuela 1991/92 | Andreas Vogler                  | 22    |
| Primera División de Venezuela 1995/96 | José Luis Dolgetta              | 22    |
| Primera División de Venezuela 1996/97 | Rafael Castellín                | 19    |
| Primera División de Venezuela 1999/00 | Juan García Rivas               | 24    |
| Copa Venezuela 2009                   | Luis Cabezas Heatkliff Castillo | 3     |
| Copa Venezuela 2010                   | Rodrigo Prieto                  | 8     |
| Copa Venezuela 2016                   | Edder Farías                    | 6     |
| Primera División de Venezuela 2021    | Samson Akinyoola                | 18    |

#### Goleadores en Torneos internacionales
| Año  | Jugador           | Torneo          | Goles |
| ---- | ----------------- | --------------- | ----- |
| 1999 | Juan García Rivas | Copa Merconorte | 6     |

### Mayores Presencias
Nota: en negrita los jugadores activos
| Jugador          | Temporadas                                  | Partidos |
| ---------------- | ------------------------------------------- | -------- |
| José Manuel Rey  | 1996-99; 2001-02; 2004-04; 2006-07; 2009-11 | 338      |
| César Baena      | 1987-88; 1992-95; 1997-01                   | 337      |
| Luis Vera        | 1999-02; 2004-11                            | 334      |
| Rubert Quijada   | 2012-17; 2018-19; 2021-Actualidad           | 322      |
| Rafael Castellín | 1997-99; 2004-05; 2007-10                   | 314      |

#### Jugador del año
- Ronald Vargas: (2007-08)
- José Manuel Rey: (2008-09)
- Jesús Gómez: (2009-10)
- Rubert Quijada: (2019)

#### Portero del año
- Renny Vega: (2009-10)

## Jugadores de Caracas en la Selección de Venezuela
A lo largo de la historia el Caracas Fútbol Club siempre aportó jugadores a la Selección de Fútbol de Venezuela. El combinado nacional siempre apuesta por tomar a los mejores jugadores del torneo local, y entre ellos tiende a haber uno del equipo capitalino. Los jugadores de la entidad que más han resaltado con Venezuela son Gaby Miranda, Luis Vera, Jorge Rojas, Renny Vega, José Manuel Rey y Franklin Lucena, quienes, en su época, llegaron a ser indiscutibles en el once titular nacional. Rey es el segundo jugador con más internacionalidades de su país, sin mencionar que Juan Arango, líder en dicho ámbito, formó parte del Caracas en el mismo año que disputó su primera Copa América en el año 1999. Asimismo, el Caracas fue industria de varios jugadores que luego hicieron vida en el fútbol del exterior representando también a La Vinotinto. Estos son: Oswaldo Vizcarrondo, Roberto Rosales, Alejandro Guerra, Josef Martínez, Alexander González y Rómulo Otero; todos ellos fueron parte de la nómina de la Copa América Centenario 2016.
Lista tomada desde el año 1995 y basada en la web de National Football Teams.
| Año         | Jugador         | Posición |
| ----------- | --------------- | -------- |
| 1997        | César Baena     | Arquero  |
| 2001 a 2003 | Manuel Sanhouse | Arquero  |
| 2004 a 2008 | Javier Toyo     | Arquero  |
| 2008 a 2013 | Renny Vega      | Arquero  |
| 2016 y 2017 | Wuilker Faríñez | Arquero  |
| 2022        | Alain Baroja    | Arquero  |

| Año                 | Jugador                         | Posición           |
| ------------------- | ------------------------------- | ------------------ |
| 1995 a 1997         | Elvis Martínez                  | Defensor izquierdo |
| 2002 a 2005         | Jobanny Rivero                  | Defensor izquierdo |
| 2002 a 2007         | Andrés Rouga                    | Defensor izquierdo |
| 2006-2007           | Edder Pérez                     | Defensor izquierdo |
| 2007                | Renier Rodríguez                | Defensor izquierdo |
| 2008 a 2010 y 20121 | Gabriel Cíchero                 | Defensor izquierdo |
| 2011                | Rohel Briceño                   | Defensor izquierdo |
| 1989                | Roberto Carlos González Becerra | Defensor izquierdo |
| 2012, 2016 y 2017   | Rubert Quijada                  | Defensor izquierdo |
| 2018 y 2019         | Bernardo Añor                   | Defensor izquierdo |
| 1987-1989           | Zdenko Morovic                  | Defensor central   |
| 1995-1996           | Alexander Hezzel                | Defensor central   |
| 1996 a 2000 2       | Leonardo González               | Defensor central   |
| 1997 a 2010 3 y 2   | José Manuel Rey                 | Defensor central   |
| 1999 a 2001         | Rolando Álvarez                 | Defensor central   |
| 2001                | Rafael Mea Vitali               | Defensor central   |
| 2004 a 2009 4       | Oswaldo Vizcarrondo             | Defensor central   |
| 2010                | Jaime Bustamante                | Defensor central   |
| 2010                | Julio Machado                   | Defensor central   |
| 2012                | Alejandro Cichero               | Defensor central   |
| 2015                | Andrés Sánchez                  | Defensor central   |
| 1999                | David McIntosh                  | Defensor derecho   |
| 2000 a 2004 5       | Luis Vallenilla                 | Defensor derecho   |
| 2005-2006           | Daniel Godoy                    | Defensor derecho   |
| 2007                | Roberto Rosales                 | Defensor derecho   |
| 2008                | Johnny Mirabal                  | Defensor derecho   |
| 2009-2010           | Pablo Camacho                   | Defensor derecho   |
| 2010                | Giovanny Romero                 | Defensor derecho   |
| 2011                | Alexander González              | Defensor derecho   |
| 2012 a 2015 6       | Francisco Carabalí              | Defensor derecho   |
| 2015                | Jefre Vargas                    | Defensor derecho   |

| Año                | Jugador           | Posición         |
| ------------------ | ----------------- | ---------------- |
| 1996-1997          | Jhonny Lucena     | Medio defensivo  |
| 1999 a 2005 7      | Luis Vera         | Medio defensivo  |
| 1999-2000 y 2003 8 | Miguel Mea Vitali | Medio defensivo  |
| 2004 a 2007        | Leonel Vielma     | Medio defensivo  |
| 2007 a 2012        | Franklin Lucena   | Medio defensivo  |
| 2008               | Guillermo Ramírez | Medio defensivo  |
| 2011-2012          | Juan Guerra       | Medio defensivo  |
| 1995 a 1997        | Gerson Díaz       | Medio contención |
| 1996               | Noel Sanvicente   | Medio contención |
| 1999               | Héctor Bidoglio   | Medio contención |
| 2005-2007          | Giovanny Pérez    | Medio contención |
| 2006 a 2011 9      | Edgar Jiménez     | Medio contención |
| 2021 a 2022 9      | Edson Castillo    | Medio contención |
| 1999               | Juan Arango       | Medio izquierdo  |
| 2000               | Gabriel Urdaneta  | Medio izquierdo  |
| 2000 a 2007        | Jorge Rojas       | Medio izquierdo  |
| 2010-2011          | Jesús Gómez       | Medio izquierdo  |
| 2001               | Héctor González   | Medio derecho    |
| 2005 a 2007        | César González    | Medio derecho    |
| 2006 a 2008        | Alejandro Guerra  | Medio derecho    |
| 2010 a 2013 10     | Angelo Peña       | Medio derecho    |
| 2013 a 2015        | Rómulo Otero      | Medio derecho    |
| 1995 a 1997        | Gabriel Miranda   | Mediapunta       |
| 1995-1996          | Stalin Rivas      | Mediapunta       |
| 2022               | Juanpi            | Mediapunta       |

| Año                       | Jugador               | Posición        |
| ------------------------- | --------------------- | --------------- |
| 2013-2014                 | Dany Cure             | Extremo derecho |
| 2021-2022                 | Richard Celis         | Extremo derecho |
| 2011                      | Josef Martínez        | Segunda punta   |
| 1995-1996                 | José Luis Dolgetta    | Delantero       |
| 1996 a 2000 y 2004 11 y 2 | Juan García           | Delantero       |
| 1996-1997 y 2004 12       | Rafael Castellín      | Delantero       |
| 1997 a 2000               | Jorge Giraldo         | Delantero       |
| 2001-2002                 | Alexander Rondón      | Delantero       |
| 2004                      | Daniel Noriega        | Delantero       |
| 2008-2009                 | Emilio Rentería       | Delantero       |
| 2010 a 2012               | Fernando Aristeguieta | Delantero       |
| 2015 y 2017               | Edder Farías          | Delantero       |

- 1: Gabriel Cichero jugó en 2011 para Newell's Old Boys y R.C. Lens.
- 2: Venezuela no disputó partido alguno en 1998.
- 3: José Manuel Rey jugó en 2004 para Emelec y Pontevedra.
- 4: Oswaldo Vizcarrondo no disputó ningún partido con Venezuela en 2005.
- 5: Luis Vallenilla jugó en 2001 para Deportivo Táchira.
- 6: Francisco Carabalí no disputó ningún partido con Venezuela en 2013.
- 7: Luis Vera no disputó ningún partido con Venezuela en 2000.
- 8: Miguel Mea Vitali se fue de Caracas F.C. el 2000 y volvió en 2003.
- 9: Edgar Jiménez no disputó ningún partido con Venezuela en 2009.
- 10: Angelo Peña no disputó ningún partido con Venezuela en 2012.
- 11: Juan García se fue de Caracas F.C. el 2001 y volvió en 2004.
- 12: Rafael Castellín se fue de Caracas F.C. el 1999 y volvió en 2004.

## Junta directiva
| - Presidente: - Luis Vidal - Gerente Deportivo: - Miguel Mea Vitali - Secretario General: - Gimino Tropiano |  | - Tesorera: - Natividad Piñero - Vocal: - Jurgen Buhl |  | - Consejo de Honor: - Reinaldo Ramírez - Francisco Vega |

## Palmarés

### Era Profesional
Nota: Indicador del récord del torneo 
Torneos nacionales (28)
| Competición nacional               | Títulos                                                                                                  | Subcampeonatos                             |
| ---------------------------------- | --- | ------------------------------------------ |
| Primera División de Venezuela (12) | 1991-92, 1993-94, 1994-95, 1996-97, 2000-01, 2002-03, 2003-04, 2005-06, 2006-07, 2008-09, 2009-10, 2019. | 2004-05, 2007-08, 2011-12, 2021, 2023. (5) |
| Copa Venezuela (6)                 | 1987, 1993, 1994, 2000, 2009, 2013.                                                                      | 1991, 1992, 1995. (3)                      |
| Torneo Apertura (4)                | 2002, 2003, 2006, 2007.                                                                                  | 2004, 2011, 2012, 2013, 2017. (5)          |
| Torneo Clausura (6)                | 1997, 2004, 2006, 2009, 2010, 2019.                                                                      | 2004, 2007, 2010, 2014. (4)                |
| Segunda División de Venezuela (1)  | 1984. |                                            |

### Era Amateur
- Campeonato Distrital (6)
- Copa Libertad (4)
- Copa Páez (1)
- Copa La Colina (1)

### Era Amateur (Internacional)
- Copa Triangular de Panamá (1)
- Copa El Emigrante de España (1)

## Lista de Entrenadores
La institución ha tenido a varios a directores técnicos al mando de sus filas. Desde que ha militado en el profesionalismo ha tenido un total de 19 entrenadores, siendo el primero de estos Adolfo Castro junto con José María Bisbal, quienes llevan a la Primera División el cuadro capitalino en 1984.
El técnico que se mantuvo por más años en el club fue Noel Sanvicente, quien lo ha dirigido en varios intervalos entre 2002 y 2021, en la mejor época de los Rojos del Ávila. Durante ese tiempo, el Chita ha logrado 6 Ligas y una Copa Venezuela, convirtiéndose en el entrenador más laureado del fútbol venezolano.
Los directores técnicos que consiguieron un título con el Caracas Fútbol Club fueron: el brasileño Valdeir "Badu" Vieira, que llevó al equipo a conseguir por primera vez el primer título en el profesionalismo al obtener la Copa Venezuela en 1988. Además de otros entrenadores como Manuel Plasencia y Pedro Febles; ambos nacidos en España pero nacionalizados venezolanos; el argentino Carlos Horacio Moreno; y los venezolanos Noel Sanvicente y Ceferino Bencomo. Desde el año 1989 hasta la fecha Caracas Fútbol Club ha tenido 15 entrenadores; siendo desde entonces el comienzo de una larga trayectoria de éxitos en la institución avileña, creando así una estabilidad técnica que ha durado hasta la actualidad. 
| Entrenador            | Período     |
| --------------------- | ----------- |
| Adolfo Castro         | 1984 - 1985 |
| José María Bisbal     | 1985        |
| Luis Mendoza          | 1986        |
| Manuel Plasencia      | 1986        |
| Valdeir "Badu" Vieira | 1987 - 1988 |
| Manuel Plasencia      | 1989 - 1993 |
| Pedro Febles          | 1993 - 1994 |
| Manuel Plasencia      | 1994        |
| Pedro Febles          | 1994 - 1995 |
| Ricardo Vicente       | 1996        |
| Francisco Sandoval    | 1996        |
| Manuel Plasencia      | 1997 - 1998 |
| Pedro Febles          | 1998 - 1999 |
| Manuel Plasencia      | 1999 - 2000 |
| Carlos Horacio Moreno | 2000 - 2002 |
| Noel Sanvicente       | 2002        |
| Rafael Santana        | 2002        |
| Noel Sanvicente       | 2003 - 2005 |
| Gabriel Jaime Gómez   | 2005        |
| Walter Roque          | 2005        |
| Noel Sanvicente       | 2005 - 2010 |
| Ceferino Bencomo      | 2010 - 2013 |
| Eduardo Saragó        | 2013 - 2015 |
| Antonio Franco        | 2016        |
| Noel Sanvicente       | 2017 - 2021 |
| Francesco Stifano     | 2022        |
| Henry Meléndez        | 2022        |
| Leo González          | 2023 - 2024 |
| Henry Meléndez        | 2024        |
| Fernando Aristeguieta | 2024 - act. |

## Estadística por Temporadas
| Temp.     | PJ | Pts | PG | PE | PP | GF | GC | DIF. |
| --------- | -- | --- | -- | -- | -- | -- | -- | ---- |
| 1985      | 18 | 11  | 2  | 7  | 9  | 11 | 23 | -12  |
| 1986      | 20 | 16  | 5  | 6  | 9  | 21 | 22 | -1   |
| 1986/1987 | 38 | 38  | 11 | 16 | 11 | 29 | 31 | -2   |
| 1987/1988 | 40 | 48  | 20 | 8  | 12 | 56 | 42 | 14   |
| 1988/1989 | 30 | 32  | 11 | 10 | 9  | 51 | 39 | 12   |
| 1989/1990 | 30 | 36  | 13 | 10 | 7  | 38 | 33 | 5    |
| 1990/1991 | 30 | 33  | 11 | 11 | 8  | 36 | 34 | 2    |
| 1991/1992 | 30 | 43  | 17 | 9  | 4  | 59 | 25 | 34   |
| 1992/1993 | 30 | 40  | 18 | 4  | 8  | 52 | 25 | 34   |
| 1993/1994 | 30 | 43  | 15 | 11 | 4  | 43 | 24 | 19   |
| 1994/1995 | 34 | 72  | 21 | 6  | 7  | 51 | 29 | 22   |
| 1995/1996 | 36 | 67  | 19 | 10 | 7  | 73 | 43 | 30   |
| 1996/1997 | 42 | 80  | 24 | 8  | 10 | 72 | 39 | 33   |
| 1997/1998 | 44 | 69  | 20 | 9  | 15 | 68 | 57 | 11   |
| 1998/199  | 40 | 55  | 14 | 13 | 13 | 50 | 46 | 4    |
| 1999/2000 | 50 | 81  | 21 | 18 | 11 | 84 | 60 | 24   |
| 2000/2001 | 34 | 66  | 18 | 12 | 4  | 68 | 33 | 35   |
| 2001/2002 | 36 | 50  | 13 | 11 | 12 | 67 | 51 | 16   |
| 2002/2003 | 36 | 61  | 16 | 13 | 7  | 55 | 32 | 23   |
| 2003/2004 | 36 | 78  | 23 | 9  | 4  | 70 | 25 | 45   |

## Fútbol femenino
El equipo de fútbol femenino del Caracas FC disputa la Liga Nacional de Fútbol de Venezuela desde la Temporada 2003 hasta la fecha ininterrumpidamente. Obtuvo el torneo en 4 oportunidades consecutivas y así mismo es el equipo venezolano en representar al país en la Copa Libertadores Femenina,
- Liga Nacional de Fútbol de Venezuela (5): 2009, 2010, 2011, 2012, 2014.[101]
- Copa Venezuela de Fútbol Femenina (2): 2009, 2010.
- Participaciones en la Copa Libertadores de América (6): 2009, 2010, 2011, 2012, 2014, 2023.